# Yokosuka E14Y
 (août 2012).
Si vous disposez d'ouvrages ou d'articles de référence ou si vous connaissez des sites web de qualité traitant du thème abordé ici, merci de compléter l'article en donnant les références utiles à sa vérifiabilité et en les liant à la section « Notes et références ».
Le Yokosuka E14Y, désigné Glen par les Alliés, était un hydravion biplace de reconnaissance embarqué sur les sous-marins de Classe Type B suivants : I-7 à I-11 et I-15 à I-35.
Utilisé par la Marine impériale japonaise, sa désignation officielle était « hydravion léger de reconnaissance Type 0 » (零 式 小型 水上 侦察机). Le « Glen » est connu comme étant le seul appareil ennemi à avoir pu bombarder le territoire national des États-Unis durant le conflit.

## Conception
En 1937, la Marine impériale japonaise émit, dans le cadre du développement de sa force sous-marine, la spécification 12-Shi pour un petit hydravion de reconnaissance opérant à partir de sous-marins. Cet appareil devait remplacer l'hydravion biplan Watanabe E9W (désigné « Slim » par les Alliés) conçu pour ce même rôle en 1934.
Les bureaux d'études de K.K. Watanabe Tekkosho et de l'arsenal aéronautique de Yokosuka présentèrent leurs projets fin 1937. À noter que l'arsenal aéronautique basé à Yokosuka ou 海軍航空技術廠 (Kaigun Kōkū Gijutsu-shō) étant connu sous beaucoup de noms et d'acronymes en fonction des périodes, comme Kūgi-shō (qui est la contraction de Kōkū Gijutsu-shō), la dénomination Yokosuka est privilégiée car elle se réfère à son emplacement. Watanabe proposa un développement, désigné E14W, basé sur son biplan E9W, tandis qu'Yokosuka proposait un appareil, désigné E14Y, à la conception plus moderne, avec un monoplan à ailes basses. Après analyse des projets, les prototypes de chaque firme furent mis en chantier et purent prendre leur premier envol en 1939. Les essais en vol démontrèrent la supériorité évidente du monoplan Yokosuka face à son rival biplan.
Choisi pour être produit en série, le E14Y fut construit par la firme Watanabe car Yokosuka n'avait pas la capacité industrielle pour une production de masse. Au total, 125 appareils furent produits par la K.K. Watanabe Tekkosho et 1 prototype par l'arsenal aéronaval de Yokosuka.
Le E14Y était donc un hydravion à flotteurs biplace de reconnaissance embarqué à bord de sous-marin. Le fuselage avait une structure mixte : l'avant avait une structure métallique tubulaire recouvert d'un alliage léger et l'arrière avait une structure en bois entoilé. Son moteur en étoile Hitachi Tempu 12 de 340 ch qui entraînait une hélice bipale à pas fixe, était cependant recouvert d'un capot NACA. Les ailes suivaient aussi le principe de construction mixte : une structure d'alliage léger et de bois entoilée. Le pilote et l'observateur étaient logés en tandem dans un habitacle fermé par une verrière commune. La défense de l'appareil était assurée par une mitrailleuse Type 92 de 7,7 mm tirant vers l'arrière et servie par l'observateur. Deux bombes incendiaires de 30 kg pouvaient être embarquées sous le fuselage.

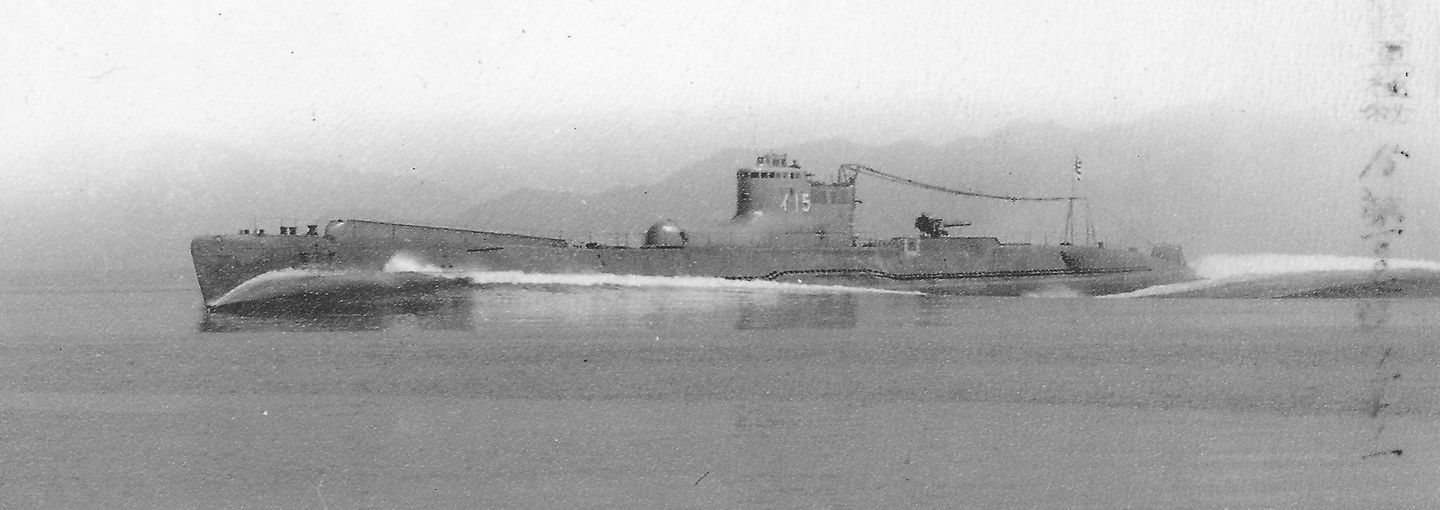
Sous-marin japonais I-15 de Type B. On peut voir en détail le compartiment étanche devant le kiosque ainsi que la piste de lancement inclinée sur le pont avant. (15 septembre 1940).

L'hydravion était transporté démonté en douze parties dans un hangar cylindrique étanche de 1,4 m de haut, 2,4 m de large et 8,5 m de long logé devant ou derrière le kiosque d'un sous-marin des classes Junsen, Type A et Type B. Sa mise en œuvre prenait environ 10 minutes et nécessitait une grue. Son lancement était assuré par une catapulte fixe de 20 m de long placée sur le pont du submersible.

## Service opérationnel
Durant la Guerre du Pacifique, le E14Y effectua de nombreuses missions de reconnaissance en toute discrétion, particulièrement au-dessus de la Nouvelle-Zélande et de l'Australie. Il fut utilisé à partir de sous-marins de Type A I-7 à I-11 et de Type B I-15 à I-35.
La première mission du petit hydravion fut effectuée depuis le I-7 en décembre 1941 pour photographier les résultats de l'attaque de Pearl Harbor. C'est à ce moment-là qu'il reçut la dénomination alliée Glen.

### En patrouille avec leI-25(05/02/1942 au 31/03/1942)
L’objectif du sous-marin I-25 était de recueillir des renseignements sur les ports australiens de Sydney, Melbourne et Hobart ainsi que les ports néo-zélandais de Wellington et d’Auckland.
Le I-25 appareilla le 5 février 1942 de l’atoll de Kwajalein (îles Marshall), sous le commandement du lieutenant Tatsuo Tsukudo. Après 9 jours de navigation, le sous-marin nippon arriva en vue des cotes australiennes et de son premier objectif : Sydney.
Au matin du 16 février, à 6 h 32, le I-25 fit surface à 100 miles au sud-est des côtes pour déployer son hydravion E14Y. L’avion piloté par le maître principal Nobuo Fujita décolla pour un vol de reconnaissance d’une heure au-dessus du port et de la base aérienne de Sydney. L’observateur du « Glen », le second maître Shodji Okuda, dénombra 23 navires à l’ancre dont un bâtiment de guerre de 10 000 tonnes, 2 destroyers et 5 sous-marins. À 7 h 30, le E14Y retourna au sous-marin sans encombre, pour être démonté et stocké. Le I-25 fit cap au sud pour son deuxième objectif.
À la mi-journée du 18 février, le I-25 était à 400 miles plus au sud en direction de Melbourne, à côté du Cap Wickham. Après quelques jours d'attente de conditions plus favorables, le E14Y fut lancé le matin du 26 février pour un nouveau vol de reconnaissance allant de Melbourne à la baie de Port Phillip. Alternant les passages sous couvert des nuages et passages à découvert pour les observations, Fujita et Okuda notèrent la présence de 12 CAC Wirraway ainsi que quelques Lockheed Hudson et Avro Anson sagement garés sur le tarmac de la base RAAF de Laverton. Bien que son passage fut remarqué, l'hydravion ne fut pas intercepté. Continuant sa progression au-dessus du port de Melbourne, Okuda compta 19 bateaux ainsi que 6 bâtiments de guerre ancrés en une seule ligne (1 croiseur léger, et 5 destroyers).
Il fut le seul aéronef japonais capable de survoler la Nouvelle-Zélande pendant la Seconde Guerre mondiale. Le 8 mars 1942 le premier maître Nobuo Fujita photographia les bateaux alliés qui se trouvaient dans le port de Wellington, depuis un « Glen » lancé par le sous-marin japonais I-25. Le 13 mars, il survola Auckland, avant de procéder ainsi dans toute l'Australie. Un sous-marin de Type A1 immatriculé I-9, a été capturé au large de la côte de la Nouvelle-Zélande en 1943, cependant aucun avion japonais n'a été capturé avec lui.
Le « Glen » a aussi la particularité d'être le seul avion à avoir largué des bombes sur le continent américain lors de la Seconde Guerre mondiale, dans un incident connu comme l'Attaque aérienne de Lookout. Le 9 septembre 1942, le sous-marin japonais I-25 fit surface au large des côtes de l'Oregon, à proximité de la Brookings, avec à son bord, le maître principal Nobuo Fujita, un pilote de la Marine impériale japonaise, et son équipier, le premier maître Shoji Okuda. Leur minuscule hydravion avait des ailes repliables et était transporté dans un petit hangar fixé sur le pont du sous-marin. Les bombes incendiaires de 30 kg - destinées à provoquer des incendies de forêt - n'ont pas causé de blessures ou de dommages réels.